# Moon Martin
John David «Moon» Martin (Altus, 31 de octubre de 1945-Encino, 11 de mayo de 2020) fue un cantautor y guitarrista estadounidense. Recibió el apodo de «Moon» porque muchas de sus canciones contienen dicha palabra en sus letras.

## Carrera
Nacido en Altus, Oklahoma en 1945, Martin ganó reconocimiento en la década de 1970 como artista de pop y como compositor. Originalmente un músico de rockabilly, escribió las canciones «Bad Case of Loving You (Doctor, Doctor)», famosa en su versión de Robert Palmer, y «Cadillac Walk», cuya versión más reconocida la interpretó Willy DeVille.
Martin logró dos éxitos moderados con «Rolene» (#30 Billboard Hot 100 y RPM Magazine Top 100, #77 en Australia) y «No Chance» (#50), ambos de 1979. Su canción de 1982 «X-Ray Vision» escaló hasta la posición #99 en Australia y su video tuvo rotación constante en el canal MTV.
El músico falleció el 11 de mayo de 2020 de causas naturales en Encino, California a los setenta y cuatro años.

## Discografía

### Estudio
- Shots from a Cold Nightmare (1978, Capitol Records)
- Escape from Domination (1979, CapCitol) - #80, Billboard 200; #67, RPM Magazine Top 100[6]
- Street Fever (1980, Capitol) - #138, Billboard 200, #63 AUS[2]
- Mystery Ticket (1982, Capitol) - #205, Billboard 200
- Mixed Emotions (1985, Capitol France)
- Dreams on File (1992, Fnac France)
- Cement Monkey (1993, CORE)
- Lunar Samples (1995, CORE)
- Louisiana Juke-Box (1999, Sonodisc France-Eagle)

### En vivo
- Bad News Live (1993, Fnac France)

### Recopilatorios
- The Very Best Of (1999, EMI Sweden, 1978-1982)
- Shots from a Cold Nightmare + Escape from Domination (1995, EMI Special Markets, Demon Records)